# Naravni rezervat Južni Ural
Naravni rezervat Južni Ural (rusko: Южно-Уральский заповедник, tudi Južno-Uralski) je ruski zapovednik (strogi naravni rezervat), ki varuje ekosisteme gorske tajge v najvišjem delu južnega Urala. Po ozemlju teče več gorskih verig: Mašak, Zigalga, Nara Kumardak in Jamantau. Jamantau doseže 1640 metrov in je najvišja gora na južnem Uralu. 90 % rezervata leži v Beloretskem okrožju Baškortostana, preostanek je v Čeljabinski oblasti. Območno mesto Ufa je približno 200 km severozahodno.

## Topografija
Teren rezervata Južni Ural je sestavljen iz več gorskih grebenov (Mašak, Zigalga, Nara Kumardak in Jamantau), ki potekajo vzporedno od jugozahoda proti severovzhodu, s širokimi medgorskimi dolinami in rekami, ki ustvarjajo mrežno strukturo. Območje ni bilo popolnoma poledenelo, vendar dokazi kažejo lokalne poledenitve (morenske usedline) na gori in planotah. Vse reke na tem območju so razvrščene kot majhne reke ali potoki; najdaljša je reka Mali Inzer, ki je dolga 93 km in v celoti teče znotraj meja rezervata. Potoki imajo hitre tokove in skalnata korita. V rezervatu je več majhnih barij. Rezervat Južni Ural je z vseh strani obdan z gozdnimi conami.
Območje so močno prizadeli zaporedni valovi gospodarske dejavnosti na tem območju. Regija je bila v 1700-ih in 1800-ih prostor obsežnih livarn železa, ki so spremljale onesnaževanje rek in obsežno sekanje dreves za kurjenje peči. V začetku 19. stoletja se je komercialna sečnja razširila in med vojno je bilo znotraj ene meje zgrajenih več internacijskih taborišč skupaj z ozkotirno železnico. V 1970-ih so bile po delih ozemlja položene ceste, daljnovodi in cevovodi. Leta 1979 je bil rezervat ustanovljen za obnovo in zaščito velikega dela reprezentativnega gozda južnega Urala. 

## Podnebje in ekoregija
Južni Ural se nahaja v ekoregiji Uralska gorska tundra in tajga. Ta ekoregija pokriva Uralsko gorovje v pasu, ki je ozek od zahoda-vzhoda, vendar pokriva večino meje med evropsko in azijsko Rusijo. Gre za območja srečevanja drevesnih in rastlinskih vrst tajge in tundre.
Podnebje rezervata Južni Ural je vlažno celinsko podnebje, toplo poletje (Köppnova podnebna klasifikacija (Dfb)). Za to podnebje so značilna velika nihanja temperature, tako dnevno kot sezonsko, z blagimi poletji in hladnimi, sneženimi zimami. V rezervatu Južni Ural pade povprečno letno 667 mm padavin, rastna doba je v povprečju 168 dni, povprečno obdobje brez zmrzali od 30. maja do sredine septembra pa v povprečju 107 dni. Na najvišjih nadmorskih višinah padavine narastejo na 1100 mm, obdobje brez zmrzali pa pade na 60 dni.

## Rastlinstvo in živalstvo
Gozdovi pokrivajo 89 % tal; so mešanica lahkih iglavcev (4 vrste) in listavcev (10 vrst, vključno s trepetliko in brezo). Nad 1200 metrov je območje gorske tundre ena izmed rastlinskih združb grmovnic in mahov. Znanstveniki v rezervatu so zabeležili 700 vrst vaskularnih rastlin.
Sesalci rezervata so gozdne vrste. Losi so pogosti, kot tudi črni medved. Prisotnih je 13 različnih vrst plenilcev (vključno z volkovi kot stalnimi prebivalci), kar kaže na pomemben plen, ki vključuje jelene in lose. Zabeleženih je 50 različnih vrst sesalcev. Zabeleženih je 168 vrst ptic, od tega 132 gnezdilk.

## Izobraževanje in dostop
Rezervat Južni Ural je kot strog naravni rezervat večinoma zaprt za splošno javnost, čeprav se lahko znanstveniki in tisti z 'okoljsko izobrazbo' dogovorijo z vodstvom parka za obisk. Glavna pisarna je v 90 km oddaljenem mestu Beloretsk.